# Vitae Patrum
Las Vitae Patrum (literalmente, en latín, Vidas de los Padres, también llamadas Vidas de los Padres del Desierto, del desierto o de la Tebaida) constituyen una enciclopedia en latín de escritos hagiográficos sobre la vida de los padres y madres ascetas, santos y ermitaños del cristianismo primitivo.

## Historia
La mayor parte de los textos originales datan de los siglos III y IV, y los textos griegos fueron traducidos al latín entre el IV y el VII. 
La primera edición impresa es la editada por el jesuita Heribert Rosweyde en los talleres de Balthazar Moret (1615). El libro es una parte significativa de un trabajo mucho más amplio, los Acta Sanctorum.

Las diócesis de Egipto en el año 400 d. C.

Las Vitae Patrum se fundan en una amplia investigación de Rosweyde sobre toda la literatura disponible en que pudo encontrar información sobre los monjes y eremitas tempranos del desierto. Hippolyte Delehaye describió su obra como "la epopeya de los orígenes del monacato en Egipto y Siria; una epopeya sin igual en interés y grandeza". En el siglo XIII, una versión de las Vitae Patrum había sido traducida al latín y se volvió un libro tan popular que se publicaron numerosas versiones y ediciones con múltiples cambios y variantes en las historias. Rosweyde basa su libro en veintitrés versiones diferentes de estos escritos, que estudió, comparó y clasificó cuanto le fue posible.

## Estructura
Las Vitae Patrum de Rosweyde constan de diez libros. El libro I contiene la vida de dieciséis santos bajo el epígrafe Vitae virorum, y de once santas bajo el de Vitae mulierum, comenzando con San Pablo el Ermitaño y San Antonio Abad del Desierto, e incluyendo mujeres santas como Santa María Egipciaca. El libro II se titula Historia monachorum ("Historia de los monjes" y el III Verba Seniorum ("Dichos de los ancianos"); se atribuyen a Rufino de Aquilea, quien más tarde resultó ser tan solo el traductor. El libro IV es una compilación de escritos de Sulpicio Severo y Juan Casiano. El libro V es otra colección de Verba seniorum desde el latín y el griego, compuesta por Pelagio.
Los libros VI y VII son todavía más colecciones de verba seniorum recogidos de autores griegos desconocidos y traducidos por Juan el Subdiácono, posiblemente el papa Juan III y Pascasio Radberto. El VIII es un texto que se conocía anteriormente como Paraíso de Heráclides, pero que Rosweyde restituye a su verdadero autor, Paladio de Galacia, retitulándolo Historia lausiaca. El IX es De Vitis Patrum, por Teodoreto de Ciro. El X lo constituye el Prado espiritual de Moschus. Rosweyde escribió una introducción a cada libro.

## Traducciones y ediciones
Hubo traducciones de las Vitae Patrum al alemán, holandés, francés, inglés, sueco, italiano, catalán, español y checo. Una edición accesible es la que se encuentra en los volúmenes LXXIII y LXXIV de la Patrología latina de Jacques-Paul Migne, digitalizada y disponible en Internet gracias a Documenta Catholica Omnia.